# Ragnar Svensson (zapaśnik)
Sten Ragnar Svensson (ur. 22 czerwca 1934 w Osby) – szwedzki zapaśnik walczący w stylu klasycznym. Trzykrotny olimpijczyk. Ósmy w Rzymie 1960; piąty w Tokio 1964 i czwarty w Meksyku 1968. Walczył w najcięższej kategorii, plus 97 kg.
Wicemistrz świata w 1963, a czwarty w 1958 i 1961. Brązowy medalista mistrzostw Europy w 1968. Zdobył trzy medale na mistrzostwach nordyckich w latach 1963 - 1968.